# AG2R La Mondiale/2018
Deze pagina geeft een overzicht van de AG2R La Mondiale-wielerploeg in 2018.

## Renners
| Naam                   | Geboortedatum | Nationaliteit | Ploeg 2017                   |
| ---------------------- | ------------- | ------------- | ---------------------------- |
| Gediminas Bagdonas     | 26-12-1985    | Litouwen      |                              |
| Jan Bakelants          | 14-02-1986    | België        |                              |
| Rudy Barbier           | 18-12-1992    | Frankrijk     |                              |
| Romain Bardet          | 09-11-1990    | Frankrijk     |                              |
| François Bidard        | 19-03-1992    | Frankrijk     |                              |
| Mikaël Cherel          | 17-03-1986    | Frankrijk     |                              |
| Clément Chevrier       | 29-06-1992    | Frankrijk     |                              |
| Benoît Cosnefroy       | 17-10-1995    | Frankrijk     |                              |
| Nico Denz              | 15-02-1994    | Duitsland     |                              |
| Silvan Dillier         | 03-08-1990    | Zwitserland   | BMC Racing Team              |
| Axel Domont            | 07-08-1990    | Frankrijk     |                              |
| Samuel Dumoulin        | 20-08-1980    | Frankrijk     |                              |
| Hubert Dupont          | 13-11-1980    | Frankrijk     |                              |
| Julien Duval           | 27-05-1990    | Frankrijk     |                              |
| Mathias Frank          | 09-12-1986    | Zwitserland   |                              |
| Tony Gallopin          | 24-05-1988    | Frankrijk     | Lotto Soudal                 |
| Ben Gastauer           | 14-11-1987    | Luxemburg     |                              |
| Cyril Gautier          | 26-09-1987    | Frankrijk     |                              |
| Alexandre Geniez       | 02-09-1988    | Frankrijk     |                              |
| Alexis Gougeard        | 05-03-1993    | Frankrijk     |                              |
| Quentin Jauregui       | 22-04-1994    | Frankrijk     |                              |
| Pierre Latour          | 12-10-1993    | Frankrijk     |                              |
| Matteo Montaguti       | 06-01-1984    | Italië        |                              |
| Oliver Naesen          | 16-09-1990    | België        |                              |
| Aurélien Paret-Peintre | 27-02-1996    | Frankrijk     | Chambéry CF (t/m 01-08-2018) |
| Nans Peters            | 12-03-1994    | Frankrijk     |                              |
| Stijn Vandenbergh      | 25-04-1984    | België        |                              |
| Clément Venturini      | 16-10-1993    | Frankrijk     | Cofidis                      |
| Alexis Vuillermoz      | 01-06-1988    | Frankrijk     |                              |

### Stagiairs
Vanaf 1 augustus 2018
| Naam                | Geboortedatum | Nationaliteit | Vorige ploeg              |
| ------------------- | ------------- | ------------- | ------------------------- |
| Geoffrey Bouchard   | 01-04-1992    | Frankrijk     | -                         |
| Clément Champoussin | 29-05-1998    | Frankrijk     | -                         |
| Nicolas Prodhomme   | 01-02-1997    | Frankrijk     | HP BTP Auber93 (stagiair) |

### Vertrokken
| Renner             | Ploeg 2018             |
| ------------------ | ---------------------- |
| Julien Bérard      | gestopt                |
| Sondre Holst Enger | Israel Cycling Academy |
| Hugo Houle         | Astana Pro Team        |
| Domenico Pozzovivo | Bahrain-Merida         |
| Christophe Riblon  | gestopt                |

## Belangrijkste overwinningen
| GP La Marseillaise Winnaar: Alexandre Geniez Ster van Bessèges 5e etappe (ITT): Tony Gallopin Eindklassement: Tony Gallopin Ronde van de Provence Proloog: Alexandre Geniez Eindklassement: Alexandre Geniez Classic Sud Ardèche Winnaar: Romain Bardet Ronde van Catalonië Jongerenklassement: Pierre Latour Route Adélie de Vitré Winnaar: Silvan Dillier Critérium du Dauphiné Jongerenklassement: Pierre Latour | Route d'Occitanie 2e etappe: Clément Venturini Ronde van Frankrijk Jongerenklassement: Pierre Latour Bretagne Classic Winnaar: Oliver Naesen Ronde van Spanje 7e etappe: Tony Gallopin 12e etappe: Alexandre Geniez Ronde van de Vendée Winnaar: Nico Denz Ronde van Guangxi Bergklassement: Silvan Dillier | Nationale kampioenschappen wielrennen Frankrijk - tijdrit: Pierre Latour Litouwen - tijdrit: Gediminas Bagdonas Litouwen - wegwedstrijd: Gediminas Bagdonas |

2000 · 2001 · 2002 · 2003 · 2004 · 2005 · 2006 · 2007 · 2008 · 2009 · 2010 · 2011 · 2012 · 2013 · 2014 · 2015 · 2016 · 2017 · 2018 · 2019 · 2020 · 2021 · 2022 · 2023 · 2024 · 2025
AG2R-La Mondiale · Astana Pro Team · Bahrain-Merida · BMC Racing Team · BORA-hansgrohe · Groupama-FDJ · Lotto Soudal · Mitchelton-Scott · Movistar Team · Quick-Step · Team Dimension Data · Team EF Education First-Drapac p/b Cannondale · Team Katjoesja Alpecin · Team LottoNL-Jumbo · Team Sky · Team Sunweb · Trek-Segafredo · UAE Team Emirates